# Димитър Вълев
Димитър Доцев Вълев е български политик, министър на търговията, промишлеността и труда през 1935 – 1937 година.

## Биография
Димитър Вълев е роден на 18 септември (6 септември стар стил) 1885 година в Стара Загора. През 1903 година завършва Търговско училище в Свищов, а в периода 1904 – 1909 година учи търговски науки в Лайпциг и Брюксел.
От 1910 до 1934 година Вълев е член на Централния комитет на Българския търговски съюз. В периода 1935 – 1938 година е министър на търговията, промишлеността и труда в първото и второто правителство на Георги Кьосеиванов. Между 1937 и 1944 година е председател на Българската търговска камара. След Деветосептемврийския преврат от 1944 година е интерниран в Свищов, а след 1949 до 1963 година е изселен в Левски, като прекарва и известно време в концлагера Белене.
Димитър Вълев умира в София на 12 август 1967 година.